# Abadia de Kirkstead
L'abbaye de Kirkstead és una antiga abadia cistercenca situada a la ciutat de Woodhall Spa (al comtat de Lincolnshire), Anglaterra. Com la majoria de les abadies britàniques, va ser tancat per Enric VIII durant la campanya de dissolució dels monestirs.

## Història

### Primera i segona fundació
L'abadia va ser fundada el 1139 per Hugh Brito, senyor de Tattershall, que havia visitat l'abadia de Fountains i va quedar impressionat per la vida dels monjos, fins al punt de voler portar-los a les seves terres. Els dona espai a place of horror like a vast solitude (un lloc horrible com un gran desert), una plana envoltada de matolls i pantans, al marge oriental del riu Witham. Però aquest primer lloc, malgrat la seva grandària, no va ser suficient per a les necessitats dels monjos. Cinquanta anys després de la donació, el 1187, Robert, fill d'Hugues, ofereix als monjos cistercencs un nou lloc, també a la seva terra.
Mentrestant, al voltant de 1155, encara que no és clar per què, ja que no estan directament relacionats, Kirkstead rep les propietats que havien estat donades a l'abadia bretona de Bégard (encara que es troba a Lincolnshire).

### Edat mitjana
L'abadia de Kirkstead és un exemple particularment rellevant d'un monestir cistercenc. De fet, els seus dos primers abats són monjos benedictins que van optar per deixar aquest últim ordre per a l'ordre cistercenc per trobar la puresa de la regla de Sant Benet; per tant, són especialment vigilants en aplicar-la.
Al segle xiv, a diferència de molts monestirs britànics que floreix i atreuen a molts monjos, l'Abadía de Kirkstead pateix molts problemes, al capdavant dels quals la Pesta negra, que la debilita permanentment.

### Llista d'abats de Kirkstead
- Robert de Sutholme o de Southwell, 1139
- Walter, 1156
- Richard, 1190
- Thomas, 1202-1206
- William,1208 i 1210
- Henry, 1219-1234
- Hugh, 1239-1245
- Henry
- Simon, 1250
- William, 1253-1260
- John, 1266
- Simon, 1275-1279
- Robert de Withcall, 1303-1310
- Thomas, 1312
- John (de Louth), 1315 i 1331
- John (de Lincoln), 1336 i 1339
- William, 1347
- Thomas de Nafferton, 1367 i 1372
- Richard d'Upton
- Thomas, 1404
- Richard Wainfleet, 1433
- Richard Herbotyl, 1469
- Roger, 1471
- Ralf, 1471
- Thomas, 1504
- John Rawlinson, 1510-1521
- John Tad caster, 1522
- Richard Harrison, últim abad, 1529.[2]

### Dissolució del monestir
El 1537, com la gran majoria dels monestirs britànics, després de la ruptura entre Enric VIII i l'Església catòlica, l'abadia de Kirkstead va ser tancada i destruïda durant la campanya per dissoldre els monestirs. Tres dels seus monjos i Richard Harrison, l'últim abat, que van participar en el Pelegrinatge de Gràcia, van ser condemnats a mort el 6 de març d'aquell any.

## Arquitectura
Des d'un punt de vista arquitectònic, les ruïnes actuals dels edificis no permet conèixer com era l'aspecte de l'abadia. Tanmateix, sabem que, com altres abadies cistercenques de Lincolnshire, estava molt inspirada en el model ofert per la seva casa mare, l'abadia de Fountains; aquest arranjament és particularment evident en l'estructura de les parets de l'abadia, que mostra una elevació a tres nivells, la part central està travessada per dues obertures bessones que s'obren a l'àtic. No obstant això, aquest model no és una invenció britànica, ja que l'abadia de Preuilly, la cinquena filla de l'abadia de Cîteaux, es va instal·lar a la dècada del 1120.